# 아키타 데루스에

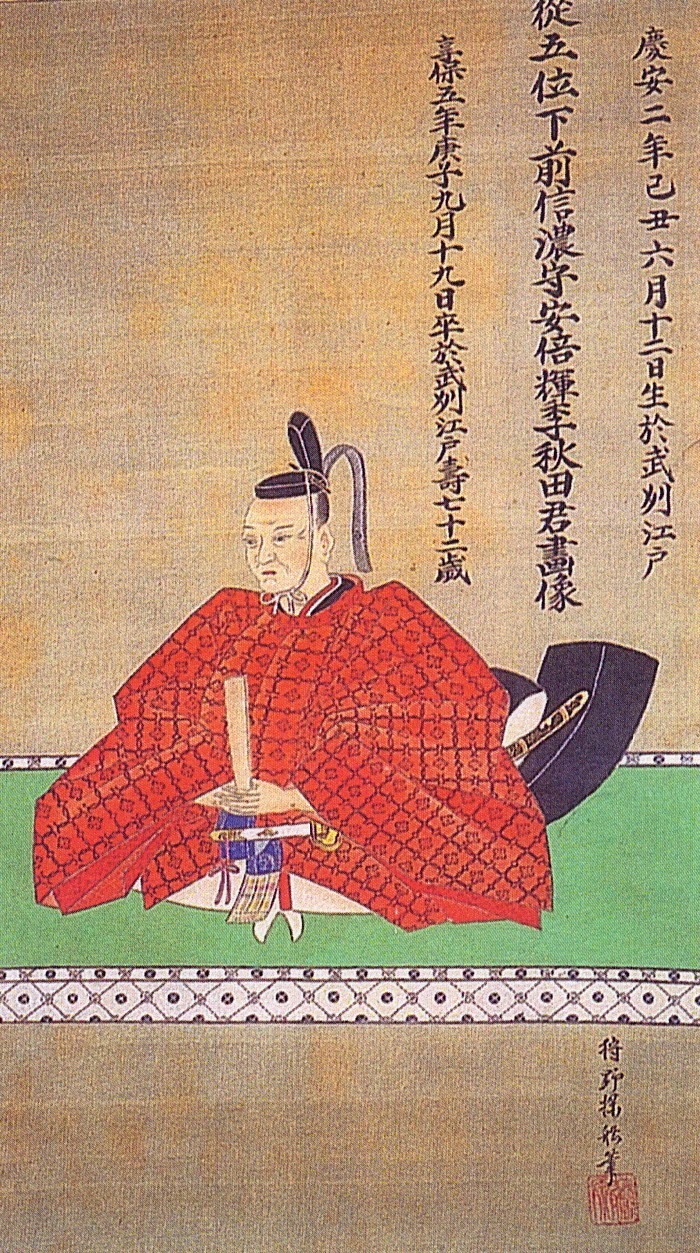

아키타 데루스에(일본어: 秋田輝季, 1649년 ~ 1720년 10월 20일)는 일본 에도 시대의 다이묘로, 미하루번의 3대 번주이다. 어릴적 이름은 만키치(万吉), 다이조(大蔵)이며, 관위는 종5위하, 시나노노카미이다.
선대 번주 아키타 모리스에의 맏아들로 태어났다. 1658년에 쇼군 도쿠가와 이에쓰나를 알현하고, 1662년에 관위를 서임받았다. 1676년, 아버지가 사망하면서 번주 자리를 계승하였다. 말 생산에 주력하여, 이를 경매에 내놓아 큰 이익을 벌어들여 번 재정을 발전시키는 데에 성공하였다. 1684년에는 가격(家格)이 후다이격에 이르렀다.
하지만 1715년, 맏아들 노리스에가 사망하면서 그 충격으로 정사를 돌보지 않게 되었고, 가신인 아라키 다카무라가 실권을 잡게 되었다. 결국 데루스에는 그해 음력 12월 7일, 다카무라의 장남인 요리스에를 양자로 삼아 가문을 계승하게 하고 은퇴하였다. 1720년, 72세의 나이로 사망하였고 그가 죽은 다음해부터 후계자 문제를 놓고 분쟁이 발생하게 되었다.
| 전임 아키타 모리스에 | 제3대 미하루번 번주 (아키타 가문) 1676년 ~ 1715년 | 후임 아키타 요리스에 |